# Joseph Storrs Fry
Joseph Storrs Fry (1769-1835) fue un integrante de la familia Fry de Bristol (Inglaterra), estirpe de propietarios cuáqueros de la empresa chocolatera J. S. Fry & Sons, fusionada con Cadbury desde 1919. Fue empresario chocolatero y abrió una de las primeras chocolaterías inglesas en la Union Street de Bristol.

## Carrera
En el año 1795 Joseph Storrs Fry tomó el control del negocio familiar que era una empresa chocolatera denominada Anna Fry & Sons. Entró en la historia del chocolate al patentar un método de molido del cacao mediante el empleo de máquinas de vapor (hasta entonces se venía haciendo con molinos de tracción animal). Esta introducción de las máquinas de vapor, revolucionó por completo la forma de elaborar el chocolate. Joseph trasladó su residencia a Grove House (en la actualidad Riverwood House), Frenchay en 1800, y se casó con Ann Allen (1764?-1829), con quien tuvo siete hijos.
En 1803 falleció su madre Anna, y Joseph Storrs Fry heredó la propiedad de la compañía compartida con el doctor Hunt, por lo que se renombró como Fry & Hunt. El doctor Hunt se retiró del negocio en el año 1822, y Joseph Storrs Fry tomó las riendas de la compañía hasta que fue relevado por su hijo Joseph Storrs Fry II (1826-1913). Algunos componentes de la familia Fry, como Francis (1803-1886) y Richard (-1878) permanecieron como socios de la compañía J. S. Fry & Sons que logró comenzar el siglo XX siendo una de las compañías chocolateras más grandes del Reino Unido. 